# أمل المدرس
أمل كاظم حمادة هي مذيعة عراقية ذات صوت رخيم وجميل عملت في الاذاعة والتلفزيون العراقي، وهي إحدى أشهر المذيعات العراقيات ومن جيل الرواد، وبواسطة صوتها المميز حصلت على قاعدة جماهيرية عريضة من المستمعين. وكذلك من خلال البرامج الاذاعية والتلفزيونية العديدة التي اعتادت تقديمها لعشرات السنين ونالت العديد من الجوائز من مهرجات عربية ودولية ومحلية كأفضل مذيعة برامج اذاعية.
كانت قد التحقت بالإذاعة بالصدفة عام 1962، وهي لم تزل طالبة في المرحلة الإعدادية، رغم صغر سنها إلا انها نجحت في اختبار الإذاعة الصعب.
يكاد يكون برنامجها الشهير «عشر دقائق» من أشهر برنامج تلفزيون العراق لأكثر من خمسة وثلاثين عاماً رغم قصر وقته وعرضه أسبوعيا كل يوم جمعة، وكذلك البرنامج الإذاعي ذو الشعبية الواسعة «ستوديو عشرة»، وكذلك برنامج «نادي الإذاعة»، وغيرها من البرامج المهمة التي كان يتابعها العراقيون.
أثناء توجهها إلى مكان عملها عام 2007 تعرضت امل المدرس إلى محاولة اغتيال كادت تودي بحياتها. حيث هاجمتها مجموعة مسلحة وهي تهم بمغادرة عملها في منزلها بحي الخضراء (غرب بغداد)، إذ قام هولاء الأرهابيين باطلاق عدة طلقات نارية اصابتها برأسها.
اختيرت عام 2008 كامراة العام من قبل منظمة إنسانية بريطانية تعنى بشؤون المرأة، ونالت عن ذلك التكريم شهادة تقديرية. مع العلم أن هذه المنظمة يقتصر تكريمها على السيدات البريطانيات والأوروبيات ولأول مرة اختارت امراة مسلمة عربية عراقية.